# Palaeothentes
Palaeothentes is een geslacht van uitgestorven buideldieren uit de groep van de opossummuizen dat tijdens het Mioceen in Zuid-Amerika leefde. 

## Fossiele vondsten
Fossielen zijn gevonden in Argentinië, Chili en Bolivia en dateren uit het Vroeg- en Midden-Mioceen. De best bewaard gebleven fossielen zijn afkomstig uit de Argentijnse Santa Cruz-formatie met een ouderdom van 18 tot 16 miljoen jaar. Vijf soorten zijn bekend van deze vindplaats: P. aratae, P. intermedius, P. lemoinei, P. minutus en P. pascuali. Tot de fossiele vondsten uit Santa Cruz behoren onder meer een schedel (P. minutus) en een gedeeltelijk skelet (P. lemoinei). Uit het Boliviaanse Quebrada Honda zijn twee soorten bekend, P. relictus en P. serratus. De vondsten op deze vindplaats zijn ongeveer 13 miljoen jaar oud. 

## Kenmerken
De bouw van het skelet van de soorten Palaeothentes minutus en P. lemoinei wijzen er op dat dit buideldier een behendig dier was dat op de grond leefde en goed kon springen met een lichaamsbouw dat vergelijkbaar is met dat van de hedendaagse Ecuadoropossummuis (Caenolestes fuliginosus) en de kaalstaartbuidelrat (Metachirus nudicaudatus). In zowel Argentinië als Bolivia kwamen meerdere soorten tegelijkertijd voor in hetzelfde gebied. Verschil in grootte en voedingspatroon maakten het samen voorkomen van meerdere soorten mogelijk. Zo was P. serratus een insectivoor met een geschat gewicht van honderd gram, terwijl P. relictus ongeveer honderdveertig gram woog en een omnivoor was met tanden die geschikt waren voor het eten van fruit, zaden en insecten. Van de Argentijnse soorten was P. pascuali erg klein met een gewicht van minder dan vijftig gram, terwijl P. aratae meer dan vijfhonderd gram woog.